# جیسن جرجانی
جیسن جرجانی (انگلیسی: Jason Jorjani؛ زادهٔ ۱۹۸۱) مدرس سابق مؤسسه فناوری نیوجرسی و سردبیر سابق آرکتوس میدیا ناشر آلت- رایت است. او همچنین از مؤسسین ابرشرکت آلت رایت است که پیش از استعفا در تابستان ۲۰۱۷ با ریچارد اسپنسر از رهبران آلت رایت همکاری می‌کرد.
جرجانی زاده و بزرگ شدهٔ منهتن، نیویورک و تنها فرزند یک پدر ایرانی و مادر از قومیت شمال اروپایی است. او مدرک لیسانس خود را از دانشگاه نیویورک، و پی اچ دی فلسفه اش را از دانشگاه استونی بروک در سال ۲۰۱۳ دریافت کرد.
او نوشته‌است که باید «سرشت ژنتیکی پیشاعرب و پیشامغول» ایران از طریق «گزینش رویان» و «مهندسی ژنتیک» به منظور «عالی کردن دوباره ایران» بازگردانی شود.